# Nina Ilyina

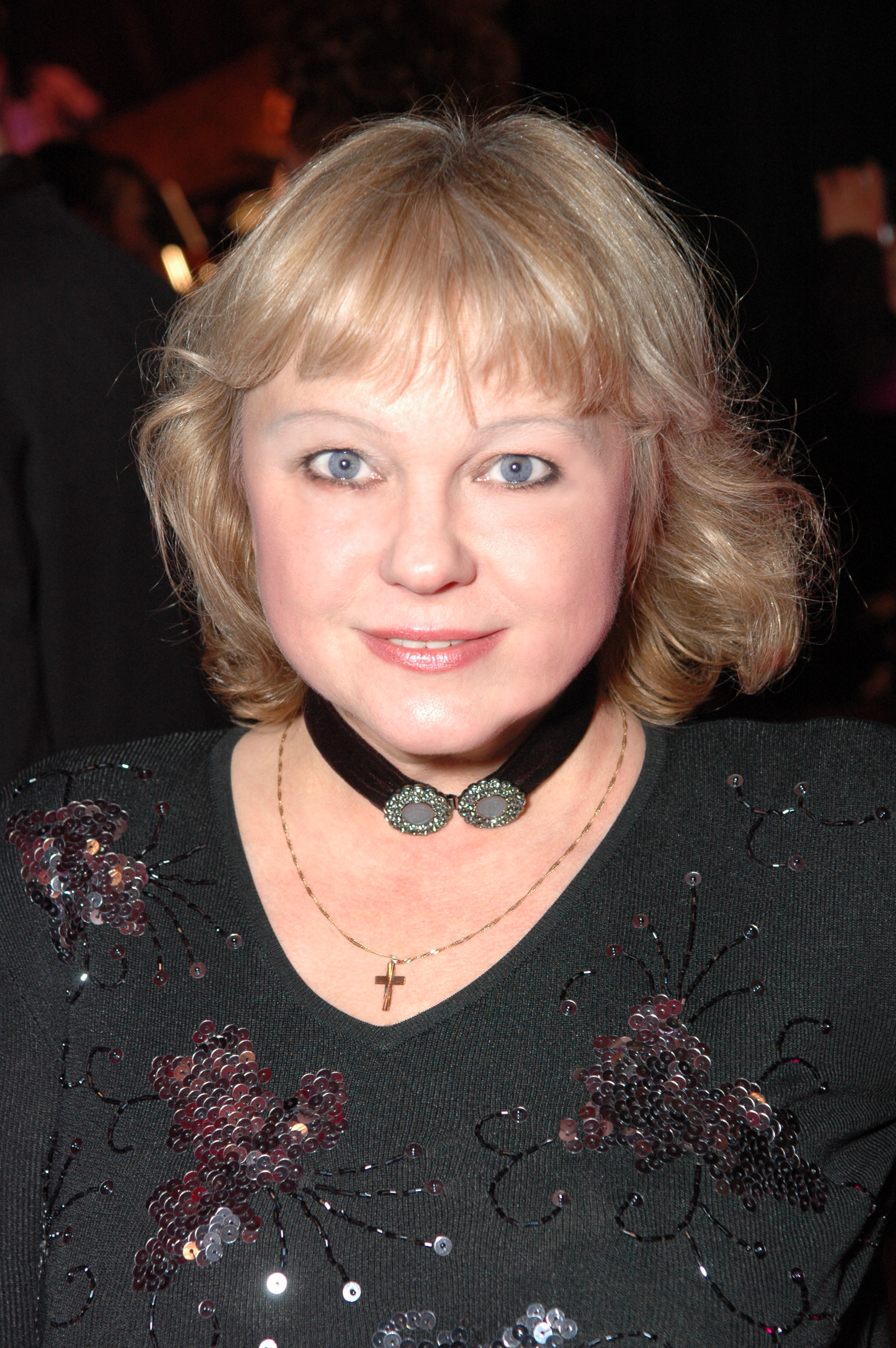
Nina Ilyina

Nina Oleksandrivna Ilyina ( en ucraniano: Ніна Олександрівна Ільїна; Kiev, 30 de agosto de 1951) es una actriz de cine y figura pública ucraniana. Artista meritoria de Ucrania (2000). Presidenta del Festival Internacional de Actores de Cine "Stozhary". Directora general de la agencia de interpretación de la Asociación Nacional Ucraniana de Cinematografía "Gremio de Cinematografía".

## Educación y primeros años
Nina Ilyina nació el 30 de agosto de 1951 en Kiev. En 1968 se graduó en la escuela secundaria núm. 108 de Kiev. De 1958 a 1968, Ilyina se formó en el Estudio de la palabra artística del Palacio de los Pioneros de Kiev. Continuó su educación en la Escuela de actuación del Universidad Panrusa Guerásimov de Cinematografía en Moscú, con especialización en teatro y actuación cinematográfica (1968-1972). Allí, Ilyina completó un taller ucraniano, encargado por el Ministerio de Cultura de Ucrania, dirigido por el Artista del Pueblo de la URSS Volodymyr Belokurov. Recibió un diploma con honores.

## Trayectoria
De 1972 a 2006, Ilyina trabajó como actriz en el Estudio de Cine Dovzhenko en Kiev. Desde 1977 es integrante de la Asociación Nacional de Cineastas de Ucrania. De 1989 a 1999, Ilyina fue presidenta del Gremio Profesional de Actores de Cine de Ucrania.
En 1995 fundó el Festival Internacional de Actores de Cine "Stozhary", que se celebra en Kiev cada dos años: 1995, 1997, 1999, 2003 y 2005. Ilyina fue la presidenta, directora general, productora y autora del festival. Desde 1999 fue nombrada directora general de la agencia de interpretación de la Asociación Nacional Ucraniana de Cinematografía "Gremio de Cinematografía", ubicada en Kiev. 
En 2008, Ilyina se convirtió en profesora asociada del Departamento de Artes Teatrales de la Universidad Internacional de Kiev. Dentro de esta misma institución de educación superior, de 2009 a 2012, fue directora del Departamento de la Facultad de Teatro. Y de 2010 a 2018, Ilyina fue profesora y directora del Instituto Científico y Educativo de Televisión, Cine y Teatro. 
En 2016 y 2019, presidió y dirigió el Festival Juvenil Ucraniano de Creatividad Cinematográfica y Teatral "Estrellas que surgirán mañana". 
En 2017, Ilyina se incorporó a la membresía de la organización pública Academia de Cine de Ucrania y embajadora de la "Embajada Internacional de Mujeres Empresarias". De 2018 a 2021, fue directora del Instituto Científico y Educativo de Artes Teatrales de la Universidad Internacional de Kiev.  Desde 2021, Ilyina es profesora del Departamento de Artes Escénicas del Instituto Científico y Educativo de Teatro y Artes Musicales de esta universidad ucraniana.

## Premios y reconocimientos
- Certificado de Honor del Presidium de la Verkhovna Rada de la República Socialista Soviética de Bielorrusia (1976) [6]
- Medalla de la Distinción Laboral al mérito artístico de Ucrania (1981) [6]
- Artista meritoria de Ucrania (2000)
- Orden de Néstor el Cronista (Iglesia Ortodoxa Ucraniana, 2003) [6]
- Diploma honorario de la Verkhovna Rada (Rada Suprema) de Ucrania (por servicios especiales al pueblo ucraniano, 2006) [6]

## Filmografía
Entre sus trabajos, destacan:
- Corredores (1972)
- Capitán Nemo (1975)
- La confianza que se quebró (1982)
- Difícil ser un dios (1989)
- El regreso de Muhtar , temporada 5, episodio 93 (2010), temporada 7, episodio 1 (2011)